# Samrawit Mengsteab
Samrawit Mengsteab, född 15 april 1990 är en svensk-eritreansk friidrottare, långdistanslöpning. Hon vann SM-guld på 10 000 meter 2019 och på halvmaraton 2022.
Mengsteab är född i Eritrea, men har sedan november 2018 kunnat tävla internationellt för Sverige. Hon är gift med den svensk-eritreanske långdistanslöparen Samuel Tsegay.

## Personliga rekord
| Utomhus - 1 500 meter – 4.38,21 (Maputo, Mozambique 15 september 2011) - 3 000 meter – 9.11,65 (Göteborg, Sverige 16 augusti 2019) - 5 000 meter – 15.50,41 (Stockholm, Sverige 25 augusti 2019) - 10 000 meter – 32.33,48 (Stockholm, Sverige 4 maj 2021) - 5 km landsväg – 16.03 (Mölnlycke, Sverige 19 december 2020) - 10 km landsväg – 33.22 (Helsingfors, Finland 3 september 2022) - Halvmaraton – 1:12.36 (Köpenhamn, Danmark 18 september 2022) | Inomhus - 1 500 meter – 4.18,45 (Växjö, Sverige 23 februari 2020) - 3 000 meter – 9.06,66 (Göteborg, Sverige 11 februari 2021) |